# Vicario parrocchiale

Stemma di vice parroco.

Il  vicario parrocchiale o viceparroco è un presbitero che il vescovo diocesano invia a una parrocchia per affiancare il parroco. Nell'Italia settentrionale è diffuso, come sinonimo, il termine cappellano proprio per indicare il vicario parrocchiale.

## Compiti
Il vicario parrocchiale o i vicari parrocchiali "si dedicano al ministero pastorale come cooperatori del parroco e partecipi della sua sollecitudine, mediante attività e iniziative programmate con il parroco e sotto la sua autorità" (Codice di diritto canonico, Can. 545 §1).
Il vicario parrocchiale aiuta il parroco "in tutto il ministero parrocchiale, fatta eccezione per quanto riguarda l'applicazione della Messa per il popolo; è anche tenuto all'obbligo di supplirlo, quando è il caso, a norma del diritto" (Can. 548 §2).
"Il vicario parrocchiale riferisca regolarmente al parroco le iniziative pastorali programmate e in atto, in modo che il parroco e il vicario o i vicari siano in grado di provvedere, con impegno comune, alla cura pastorale della parrocchia, di cui insieme sono garanti" (Can. 548 §3).